# Port Coquitlam-Burke Mountain (circonscription britanno-colombienne)
Pour les articles homonymes, voir Coquitlam (homonymie) et Burke.
Circonscription électorale provinciale du Canada
Port Coquitlam-Burke Mountain est une ancienne circonscription provinciale de la Colombie-Britannique représentée à l'Assemblée législative de la Colombie-Britannique de 2001 à 2009.

## Géographie
La circonscription représentait une partie de la ville de Port Coquitlam dans la région de Vancouver. L'île Douglas fait aussi partie de la circonscription.

## Liste des députés
| Législature                                                           | Années                                                                | Député                                                                | Député                                                                | Parti                                                                 |
| Port Coquitlam-Burke Mountain Circonscription issue de Port Coquitlam | Port Coquitlam-Burke Mountain Circonscription issue de Port Coquitlam | Port Coquitlam-Burke Mountain Circonscription issue de Port Coquitlam | Port Coquitlam-Burke Mountain Circonscription issue de Port Coquitlam | Port Coquitlam-Burke Mountain Circonscription issue de Port Coquitlam |
| --------------------------------------------------------------------- | --------------------------------------------------------------------- | --------------------------------------------------------------------- | --------------------------------------------------------------------- | --------------------------------------------------------------------- |
| 37e                                                                   | 2001–2005                                                             |                                                                       | Karn Manhas                                                           | Libéral                                                               |
| 38e                                                                   | 2005–2009                                                             |                                                                       | Mike Farnworth                                                        | Néo-démocratique                                                      |
| Circonscription abolie, voir Port Coquitlam                           |                                                                       |                                                                       |                                                                       |                                                                       |